# Proximale falanx

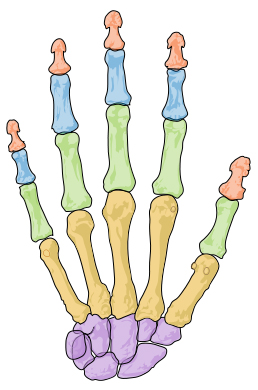
De anatomische indeling van de menselijke hand:
distale falanx
middelste falanx
proximale falanx
middenhandsbeentjes
handwortelbeentjes

De proximale falangen (enkelvoud proximale falanx), phalanges proximales, proximale kootjes phalanges primae of basiskootjes zijn botten die in het skelet van de meeste gewervelde dieren worden gevonden. Het zijn de vinger- of teenkootjes die tussen de middenhandsbeentjes en middelste falangen in liggen, begrensd door de MCP- en PIP-gewrichten bij de handen en de MTP- en PIP-gewrichten bij de voeten.
De proximale falangen zijn bij de meeste dieren de dikste en langste van de vingerkootjes.

## Bij dieren
Bij de meeste gewervelde dieren zijn de proximale falangen opgenomen in de hoeven, klauwen, de vinnen van walvissen of de vleugels van vogels. De phalanx proximalis van het voorbeen van hoefdieren wordt ook wel het os compedale genoemd.